# Hans Friessen
Hans Friessen Wutteke (Guadalajara, Jalisco, México10 de septiembre de 1949-Guadalajara, 21 de octubre de 2023), conocido como Hans Friessen o El Güerito, fue un futbolista mexicano que jugó para varios clubes de fútbol en las décadas de los 60 y 70 como delantero. Jugó principalmente para las Chivas de Guadalajara.

## Biografía
Hans Friessen nació en la localidad de los Altos de Jalisco, en el estado de Jalisco, México, el 10 de septiembre de 1949, y falleció el sábado, 21 de octubre del 2023. Sus padres fueron mexicanos. Su papá era originario del estado de Chihuahua y su mamá, del estado de Sonora. La otra nacionalidad la obtuvo por sus abuelos, que llegaron desde Alemania y se establecieron en México a finales del siglo XIX, durante el Porfiriato. Friessen recibió el apodo de El Güerito, debido a su cabello rubio.[cita requerida]

## Carrera
Friessen jugó en los años 70 en el club Atlas como centrodelantero, donde participó únicamente en dos juegos, y más tarde fue transferido a las Chivas de Guadalajara. Había alguna disputa legal sobre si sería apto para jugar en un equipo que es sólo exclusivo de jugadores mexicanos por nacimiento. Los seguidores no parecieron preocuparse por si jugaba o no. Ocupó la posición de centro delantero, a la salida del Cabo Javier Valdivia, quien fue transferido a los Gallos del Jalisco, de buena estatura y con fuerza física, aunque técnicamente limitado en algunas definiciones. Fue el delantero titular en las Chivas Rayadas de esa época, donde tuvo un buen desempeño y anotó goles. Debutó en la temporada 1970-1971 en el clásico nacional contra las Cremas del América, en donde hubo mucha polémica, sobre todo incitada por José Antonio Roca García por su animadversión hacia el equipo tapatío, y debido también a la insistencia de que era alemán.[cita requerida]
Para la temporada 1973-1974, las Chivas compraron al Centavo Octavio Muciño a los Cementeros del Cruz Azul, por lo cual Hans Friessen fue transferido a Tecos UAG, equipo que jugaba en la Segunda División. Se convirtió en campeón de la liga con ellos, y el equipo ganó la promoción a la Primera División. A mediados de los años 70, los padres de Friessen consideraron y decidieron que el fútbol no era un futuro para su hijo, y por ello se dio la jubilación temprana de Friessen.[cita requerida]

### El mito de que Hans Friessen era extranjero
"El Güerito" Friessen se volvió una leyenda urbana, al ser considerado mucho tiempo como el "último extranjero" que jugó en Chivas. En 1970, antes de su traspaso de los zorros rojinegros del Atlas a las filas rojiblancas del Guadalajara, se corrió el rumor de que era extranjero y por ello, no podía reforzar al Rebaño Sagrado, que siempre ha jugado con jugadores mexicanos. Sin embargo, siempre se comprobó que el jugador nació en México y por lo tanto eran afirmaciones infundados.[cita requerida]
Hans Friessen nació en la localidad de Los Altos, en el estado de Jalisco, el 10 de septiembre de 1949, hijo de padres mexicanos. Su papá era originario de Chihuahua y su mamá, de Sonora. Tenía doble nacionalidad, debido a que sus abuelos llegaron desde Alemania y se establecieron en México a finales del siglo XIX, durante el Porfiriato.[cita requerida]

## Muerte
Hans Friessen falleció el 21 de octubre de 2023 en Guadalajara, capital del estado de Jalisco. Se desconocen las causas de su fallecimiento.[cita requerida]

## Honores de club

### Tecos UAG
- Segunda División Profesional 1974-75